# Beyyurdu, Çekerek
Beyyurdu là một thị trấn thuộc huyện Çekerek, tỉnh Yozgat, Thổ Nhĩ Kỳ. Dân số thời điểm năm 2010 là 926 người.